# Târgșoru Vechi (gmina)
Târgșoru Vechi – gmina w Rumunii, w okręgu Prahova. Obejmuje miejscowości Stăncești, Strejnicu, Târgșoru Vechi i Zahanaua. W 2011 roku liczyła 9117 mieszkańców.